# روش دایورسیتی

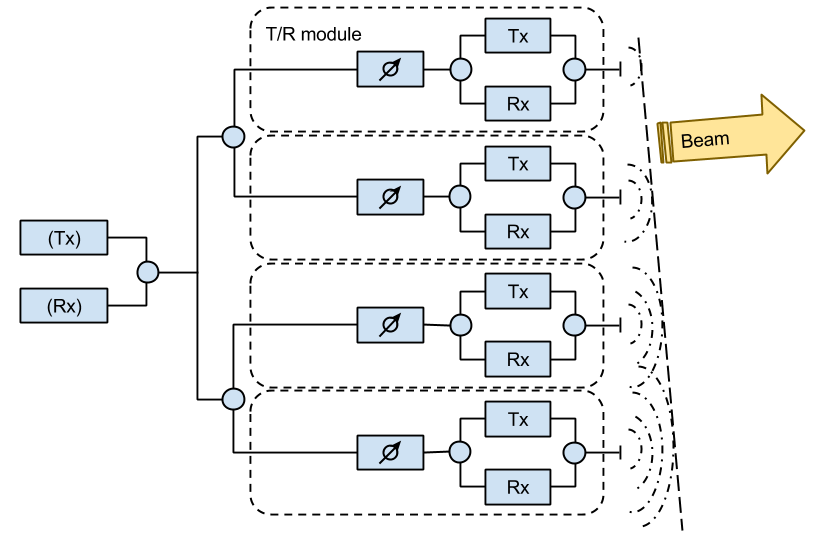
سیستم روش دایورسیتی

در مخابرات، دایوِرسیتی (Diversity، به معنی تنوع) به افزایش قابلیت اطمینان سیگنال مخابراتی با استفاده از چند کانال مخابراتی با ویژگی‌های مستقل گفته می‌شود. دایورسیتی نقش مهمی در پیشگیری از محوشدگی (Fading)، تداخل فرکانسی، و نیز خطاهای رگباری (Burst errors) دارد. دایورسیتی از این مسئله نشات می‌گیرد که هر کانال مستقل می‌تواند شرایط متفاوتی را تجربه کند و ارسال چند مدل از سیگنال یا دریافت چند مدل از سیگنال و ترکیب آنها در گیرنده می‌تواند به تصمیم‌گیری صحیح‌تری درباره سیگنال ارسالی بینجامد. به تعداد نمونه‌های مستقل دریافتی از سیگنال بهره دایورسیتی (Diversity gain) گفته می‌شود.

## انواع دایورسیتی
دایورسیتی را می‌توان در چند دسته زیر جای داد:
- دایورسیتی زمانی: سیگنال چند بار در زمان‌های مختلف ارسال می شود.
- دایورسیتی فرکانسی: ارسال سیگنال در باندهای فرکانسی مختلف به دو روش:
  - به روش OFDM
  - به روش مخابرات طیف گسترده مثل پرش فرکانسی یا DS-CDMA
- دایورسیتی فضایی (Space diversity): سیگنال از مسیرهای متفاوتی عبور می‌کند. در مخابرات سیمی می‌توان سیگنال را از چند سیم عبور داد. در حالت بی‌سیم ، می‌توان از دایورسیتی آنتنی (Antenna diversity) چه در گیرنده و چه در فرستنده استفاده کرد. از این روش‌ در MIMO، شکل‌دهی پرتو (Beamforming)، و کدهای زمان‌-فضا (Space time codes) استفاده می شود.
- دایورسیتی چندکاربره (Multiuser diversity): دایورسیتی چندکاربره از راه داشتن حق انتخاب در زمان های مختلف برای انتخاب و اختصاص منابع به کاربران گوناگون به دست می آید. یعنی می توان با زمان بندی مناسب در هر زمان به کاربری سرویس داد که وضعیت محوشدگی مناسبی دارد.
- دایورسیتی همیاری (Cooperative diversity): فرستنده از طریق استفاده از دیگر کاربران شبکه یا رله های موجود در محیط ، اطلاعات را از مسیر های گوناگون به گیرنده خود ارسال می کند. دایورسیتی همیاری تا حدودی شبیه به دایورسیتی فضائی است که در آن آنتن‌ها در محیط توزیع شده‌اند.